# Covid19-vakcina

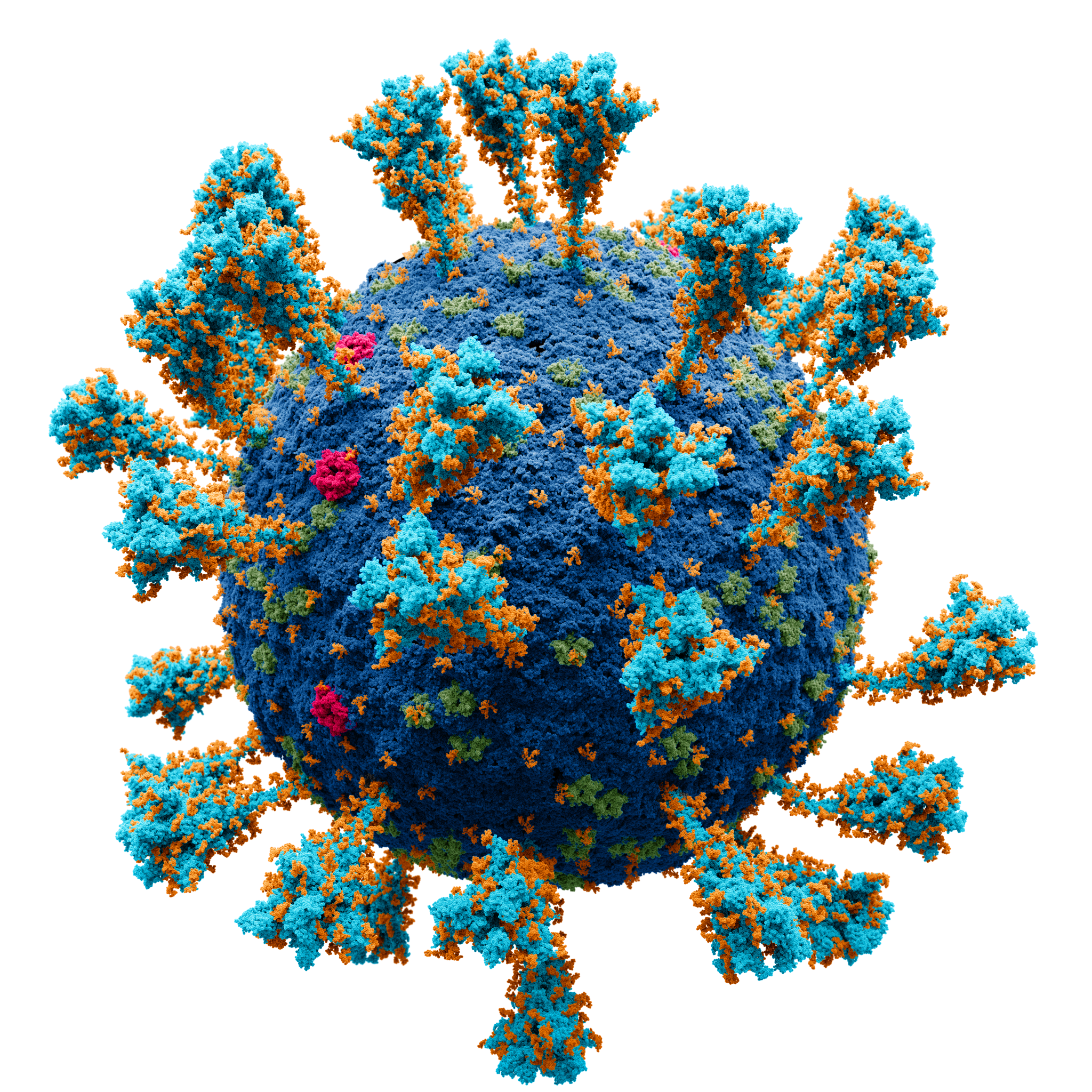
A SARS-CoV-2 modellje. Vörössel vannak jelölve a receptorhoz kapcsolódó "tüskék", sárgával és naranccsal az E és M felszíni proteinek

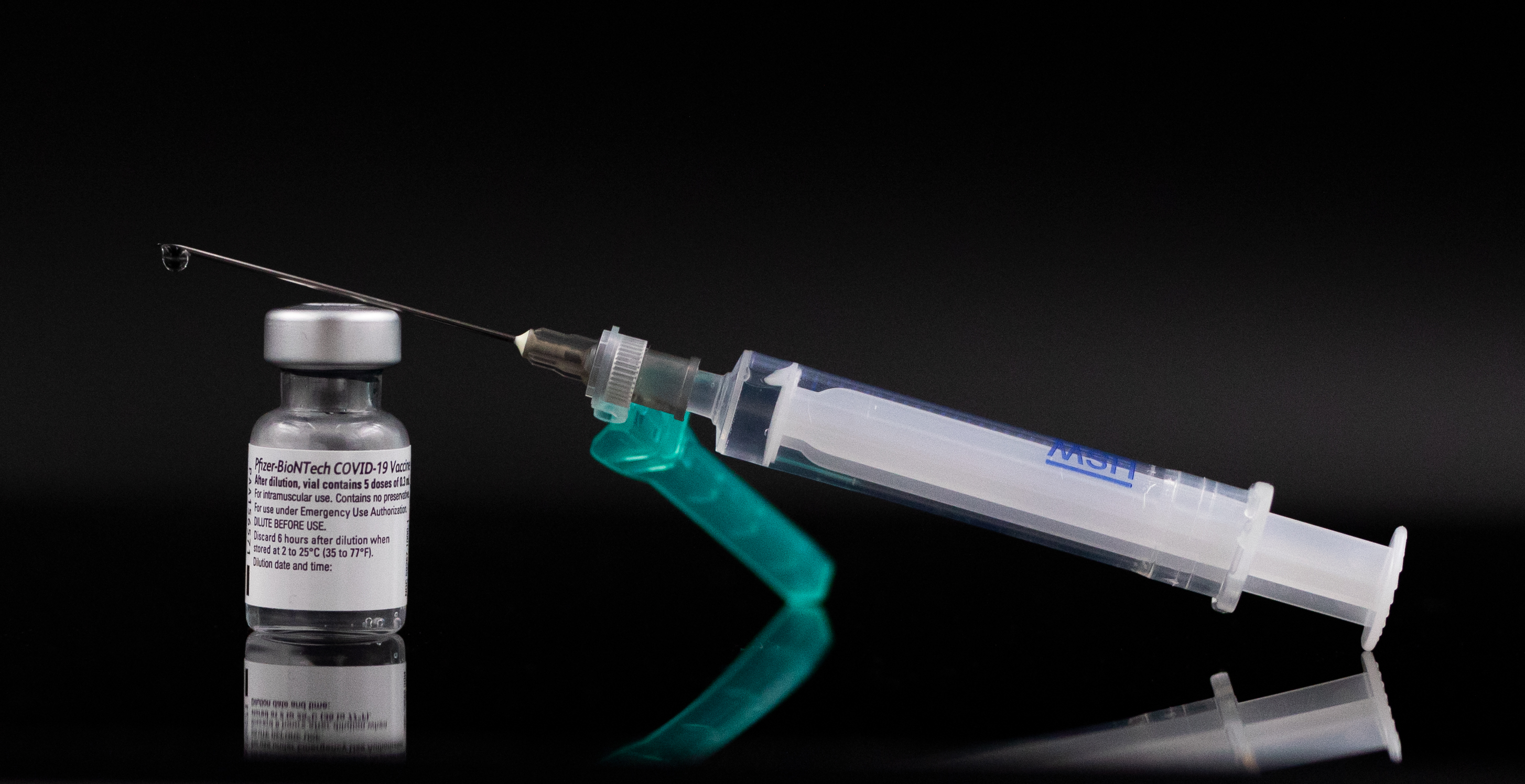
A SARS-CoV-2 humán koronavírus fertőzése ellen védettséget biztosító Pfizer-BioNTech oltóanyag egy mRNS alapú vakcina

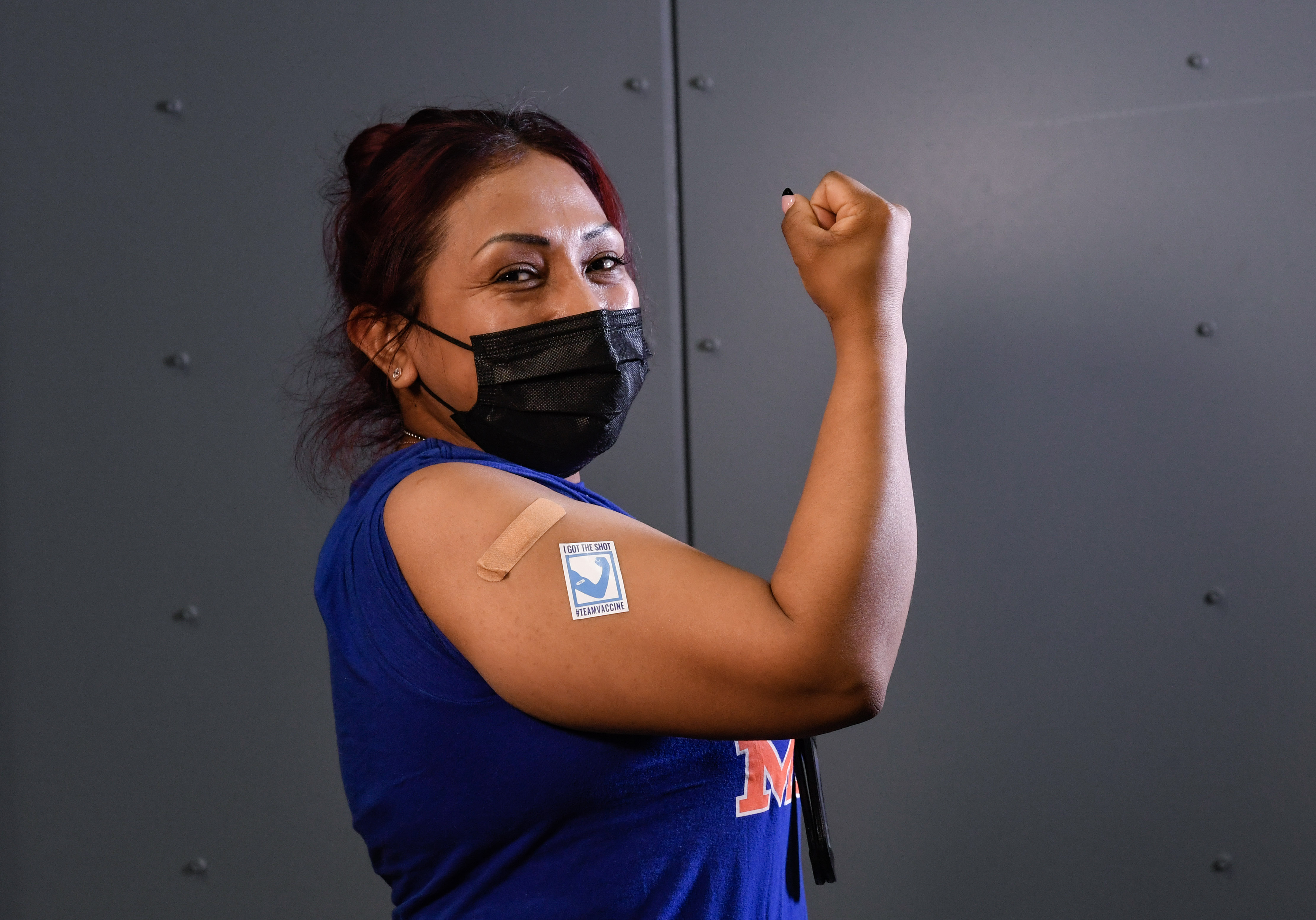
Egy beoltott mutatja, hogy megkapta a deltaizomba a Covid19-vakcinát

A Covid19-vakcina olyan védőoltás, amelyet a gyógyszergyártók a Covid19 nevű világjárványt okozó koronavírus, a SARS-CoV-2 ellen fejlesztettek ki. A világjárványt okozó SARS-CoV-2 koronavírus a Covid19-betegség előidézője, ami az emberi szervezetben súlyos kétoldali szövetközi tüdőgyulladással és szövődményekkel együttjáró kóros állapot is lehet. A járvány halálos áldozatainak száma 2021. január 1-én meghaladta az 1 822 000 főt.
A védőoltások fejlesztése már a vírus 2020. januári azonosítását követő órákban megkezdődött, végül az elsőként elkészült hatóságilag elfogadott biztonságos vakcina 2020 decemberében vált elérhetővé.
2020. április elején több mint 60 vakcinajelölt állt fejlesztés alatt; 3 ezek közül már a klinikai vizsgálatok szakaszában, további 60 pedig a preklinikai szakaszban járt.
A BioNTech és a Pfizer ún. mRNS vakcinája volt az első klinikailag engedélyezett Covid19-vakcina. Kifejlesztéséhez a Szegedről indult Karikó Katalin évtizedes mRNS-kutató munkája és szabadalma járult hozzá. Ez lett az első vakcina, amely elnyerte a WHO jóváhagyását. 2020. december 8-án a 90 éves Margaret Keenan brit állampolgár volt az első ember a világon, aki megkapta az engedély megszerzése után az oltást. Magyarországon elsőként december 26-án a Dél-pesti Centrumkórház Országos Hematológiai és Infektológiai Intézetében oltottak először a vakcinával.

## A koronavírus-vakcinával kapcsolatos korábbi kutatások
Számos vakcinát készítettek állatok részére a koronavírus okozta különféle megbetegedések ellen, ideértve a fertőző légcsőhurut vírust madaraknál, valamint a kutya- és macska-koronavírust.
A korábbi erőfeszítések a Coronaviridae családjába tartozó súlyos akut légúti szindrómát (SARS) és a közel-keleti légúti szindrómát (MERS) okozó, emberekre ártalmas koronavírusokat célozták meg. A SARS és MERS elleni vakcinákat állatokon tesztelték. 2020 elején nem létezett olyan gyógymód vagy védőoltás, amely mind biztonságosnak, mind hatékonynak bizonyulna az embereknél. A 2005-ben és 2006-ban kiadott kutatási dokumentumok szerint a SARS elleni új vakcinák és gyógyszerek azonosítását és fejlesztését a kormányzatok és közegészségügyi szervek elsődleges feladatuknak tekintik világszerte.
A MERS ellen sincs bizonyítottan hatásos vakcina. Amikor ez a vírus elterjedt, úgy gondolták, hogy a meglévő SARS kutatás hasznos alapot nyújthat az oltóanyagok és terápiák kifejlesztéséhez a MERS-CoV fertőzés ellen.
2016-ban a vakcinajelöltek klinikai vizsgálatokra vártak.

## A Covid19-vakcinával kapcsolatos kutatások

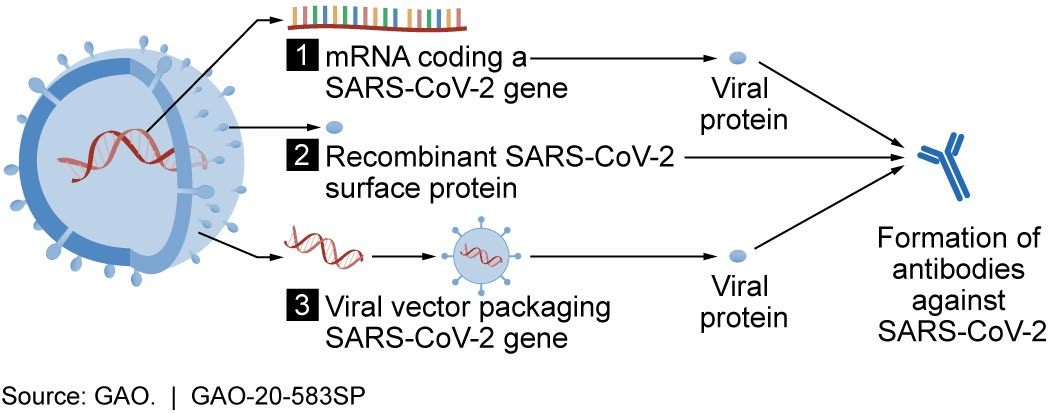
Az emberi szervezetet antitestek termelésére ösztönöző, az immunválaszt előidéző három különböző mechanizmus

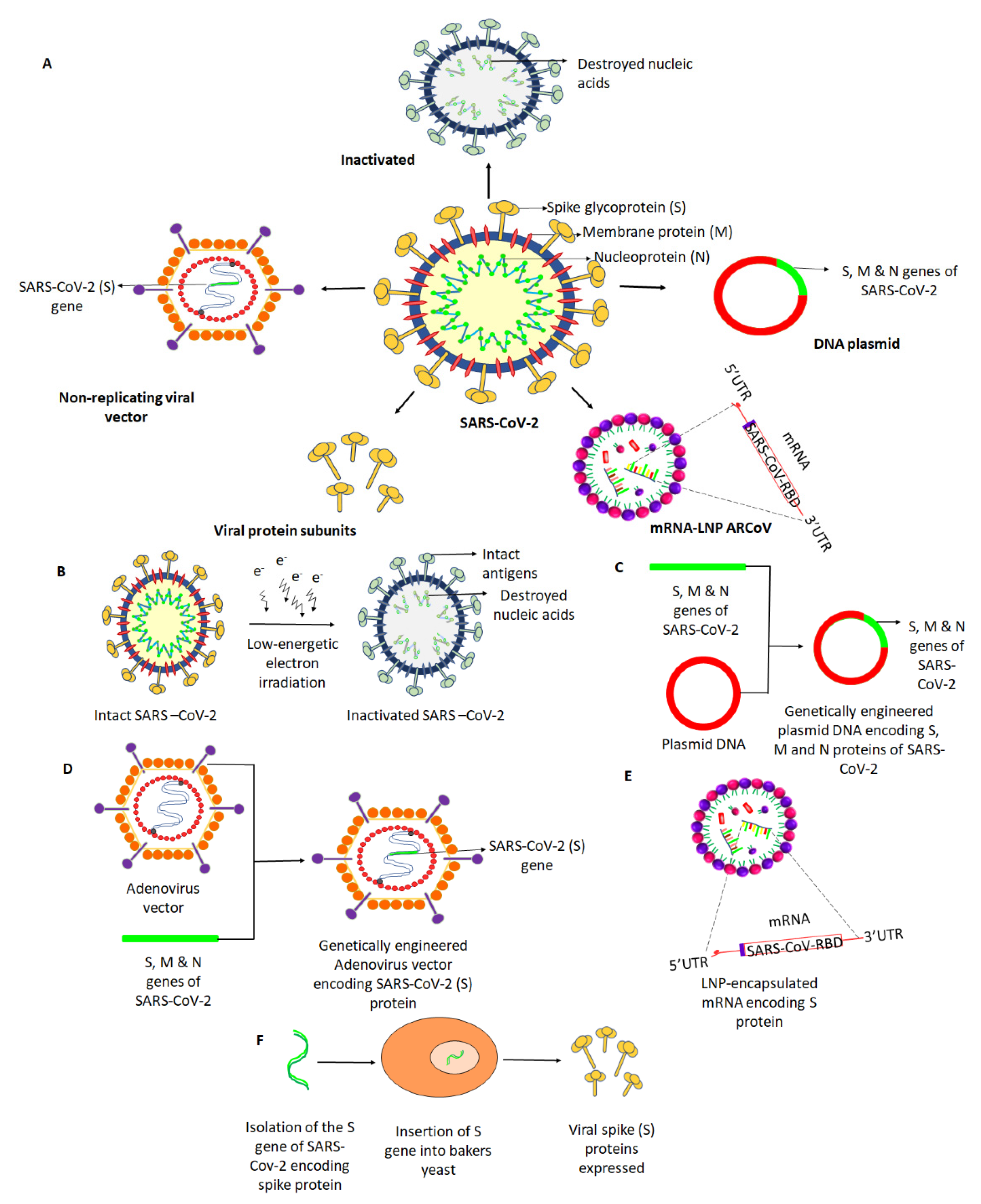
Különböző megközelítések a SARS-CoV-2 elleni vakcinajelöltek kifejlesztéséhez

Az mRNS vakcina hatásmechanizmusának illusztrációja, a riboszóma olyan, mint egy nyomtató eszköz, a mRNS pedig mint a nyomtatandó fájl

2019 végén a WHO által később Covid19 névre keresztelt betegség okozójaként azonosításra került az először Kínában izolált SARS-CoV-2 humán koronavírus. 2020-ban kitört a Covid19-pandémia és a fertőző kórokozó világszerte elterjedt. Ez vezetett a vakcina kifejlesztésére irányuló jelentős kutatási befektetésekhez.
Számos szervezet használja a közzétett genomokat a SARS-CoV-2 koronavírus ellen ható lehetséges védőoltásának kifejlesztésére. 
- A fejlesztésen dolgozó szervezetek közé tartozik a Kínai Járványvédelmi- és Megelőzési Központ, a Sanghaji Keleti Kórház, a hongkongi és más egyetemek, mint például a St. Louis-ban található Washington Egyetem.
- Három vakcina projektet támogat az Epidémiára való Felkészültséggel Kapcsolatos Innovációk Koalíciója (CEPI), ideértve a Moderna, Inovio Pharmaceuticals biotechnológiai vállalatok és a Queensland-i Egyetem projektjeit.
  - Az Egyesült Államok Nemzeti Egészségügyi Intézete (NIH) közösen dolgozik a Modernával egy olyan vakcina kifejlesztésén, melynek tüskéje megegyezik a koronavírus felületével. Az embereken végzett kísérleteket 2020 márciusában tervezik megkezdeni.
  - Az Inovio Pharmaceuticals egy kínai vállalattal együttműködve egy DNS-en alapuló oltóanyagot fejleszt ki, az emberi klinikai kísérleteket 2020 nyarára tervezik az északi féltekén.
  - Ausztráliában a Queensland-i Egyetem egy olyan molekuláris bilincs vakcina lehetőségét vizsgálja, amely az immunreakció stimulálása érdekében genetikailag módosítaná a vírusos proteineket.
- Kanadában a Nemzetközi Vakcina Központ (VIDO-InterVac) és a Saskatchewan-i Egyetem szövetségi finanszírozást kapott egy vakcina kifejlesztéséhez, az állati kísérleteket 2020. márciusára tervezik.

### 2020. január
- 2020 januárjában a Janssen Pharmaceutical Companies olyan fejlesztésbe kezdett, amely a kísérleti Ebola vakcinájukkal megegyező technológiát használja fel. A következő hónapban az amerikai Egészségügyi és Humán Szolgáltatások Tanszék Biogyógyászati Fejlett Kutatási és Fejlesztési Hatósága (BARDA) bejelentette, hogy együttműködne a Janssen, később pedig a Sonofi Pasteur vállalatokkal egy vakcina kifejlesztésén. A Sonofi korábban már dolgozott egy SARS elleni vakcinajelöltön, és állítása szerint hat hónap alatt várható egy olyan szer megjelenése, amelyet 12-18 hónapon belül lehetne tesztelni embereken. Janssen a Vaxart biotechnológiai vállalattal közösen egy szájon át adható szer fejlesztésén dolgozik.
- A Bolgár Micar21 biotechnológiai vállalat az elmúlt négy évben egy általános koronavírus vakcinán dolgozott, és bejelentette hogy ezen kutatások alapján 2020 közepén megkezdi a SARS-CoV-2 klinikai kísérleteit.

### 2020. február
- Február 26-án, a Nemzeti Allergia és Fertőző Betegségek Intézetének (National Institute of Allergy and Infectious Diseases, NIAID) egészségügyi tisztviselője kijelentette, hogy legalább másfél évbe fog telni egy koronavírus elleni vakcina kifejlesztése.
- Február 27-én a Folding@home (egy megosztott számítástechnikai projekt, amely önkéntes számítógépes forrásokat használ a betegség kutatásához) bejelentette hogy olyan számítógépes szimulációk segítségével folytatja a vakcina kifejlesztését, amelyek modellezik a SARS-CoV-2 tüskefehérjéit.

### 2020. március
- Az Emergent Biosolutions a Novavax Inc. céggel társulva dolgozik egy vakcina kifejlesztésén és legyártásán. Az Emergent a vakcináját az egyik Maryland-i létesítményében fogja gyártani a Novamax által kifejlesztett technológia alapján. A partnerek az előzetes klinikai tesztek és az 1. fázisú klinikai kísérletek elvégzését 2020 júliusára tervezik. Az Emergent petíciót nyújtott be a szövetségi kormány biogyógyászati fejlett kutatás és fejlesztés hatóságának (BARDA), hogy őket válasszák a projekthez. Az Emergent egy olyan gyógymód kifejlesztésén is dolgozik, amelynél a Covid19-ből kigyógyult emberek vérplazmáját használná forrásként.
- Március 12-én India egészségügyi minisztériumának tisztviselője a Púnában található Nemzeti Virológiai Intézetből kijelentette, hogy sikeresen izoláltak 11 koronavírus törzset, és hogy még a leggyorsabb esetben is legalább másfél-két évbe telne egy vakcina kifejlesztése.
- Március 16-án megkezdődött a klinikai vizsgálata a Moderna mRNA-1273 jelű vakcinájának.[12][13] A védőoltást 45 egészséges felnőttön vizsgálják biztonság és immunogenicitás szempontjából,[14] az első eredményeket pedig nyár elejére várják.[15] Mivel azonban az ilyen mRNS-alapú vakcinák újdonságnak számítanak és ezidáig ilyen típusú oltóanyag még nem került forgalomba, a vakcina kifejlesztése és forgalomba hozatala nehézségekbe ütközhet.[16]
- Március 17-én, vagyis alig egy napon belül a kínai CanSino bejelentette,[17] hogy engedélyt kapott Ad5-nCoV jelű vakcinájának klinikai vizsgálatára.[18] A védoltás egy replikációra képtelen adenovírus vektoron alapul,[19] ami a SARS-CoV-2 tüskefehérjéjét prezentálja a szervezetnek és amely technikát a vállalat korábban egy ebolavírus elleni vakcina fejlesztése során már alkalmazott.[20] A vizsgálatokat a Covid19-világjárvány kiindulási gócpontjában, Wuhanban folytatják.

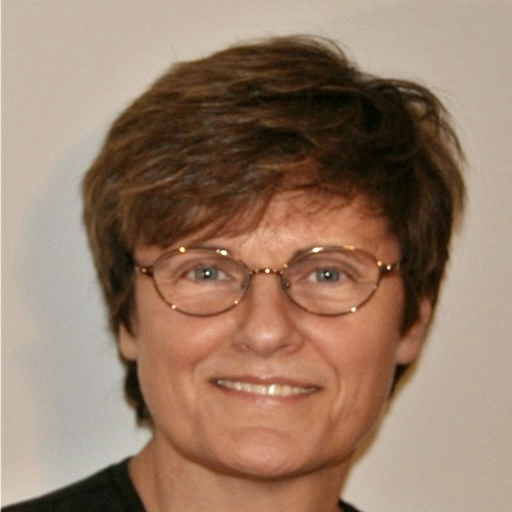
Karikó Katalin, a szintetikus mRNS alapú vakcinák orvosi technológiájának kifejlesztését felfedezéseivel megalapozó magyar biokémikus.

- Karikó Katalin, a szintetikus mRNS alapú vakcinák orvosi technológiájának kifejlesztését felfedezéseivel megalapozó magyar biokémikus.Március 17-én Magyarországon a Nemzeti Népegészségügyi Központ (NNK) Nemzeti Biztonsági Laboratóriumában magyar beteg mintájából sikeresen izolálták az új típusú SARS-CoV-2 humán koronavírust. Ezzel lehetőség nyílik a magyarországi vakcinafejlesztésre és új vírusellenes terápiák kipróbálására, amelyek a beteg immunrendszerét olyan fehérjék előállítására bírják, amelyek megelőzik, kezelik vagy gyógyítják a betegség szövődményeit.[21]

### 2020. április
- Április 2-án a Covid19-betegséget okozó vírus elleni vakcina kifejlesztését jelentették be a Pittsburghi Egyetem Orvostudományi Karának kutatói, a vakcina neve PittCoVacc.[22][23][24]
- Április 6-án az Inovio klinikai vizsgálatokat kezdett[25][26] INO-4800 jelű DNS vakcinájával. A vizsgálatok 40 egészséges felnőtt önkéntes bevonásával kezdődtek, a védőoltás biztonságosságával és hatékonyságával kapcsolatos eredményeket pedig a nyár második felére várják.
- Április 17-én kezdték emberen vizsgálni[27] a kínai Sinovac cég PiCoVacc jelű,[* 4][28] inaktivált víruson alapuló kísérleti védőoltását.[29] Az oltás rézuszmajmokon már sikeresnek bizonyult a SARS-CoV-2 fertőzés kivédésében,[30] ugyanakkor ezen preklinikai vizsgálatot bírálat is érte, egyebek mellett a kis minta miatt.
- Április 23-án oltották be az első önkénteseket[31] a ChAdOx1 nCoV-19[* 5] jelű kísérleti védőoltással, amit az angliai Oxfordi Egyetemen fejlesztenek.[32] A kész vakcinát a kutatás vezetője a legkedvezőbb forgatókönyv szerint 2020 szeptemberére várja,[33][34] amikorra – a klinikai vizsgálatokkal párhuzamosan megkezdett gyártásszervezés eredményeképpen – legalább egymillió adagot reményeik szerint le is tudnak majd gyártani.[35]

### 2020. november

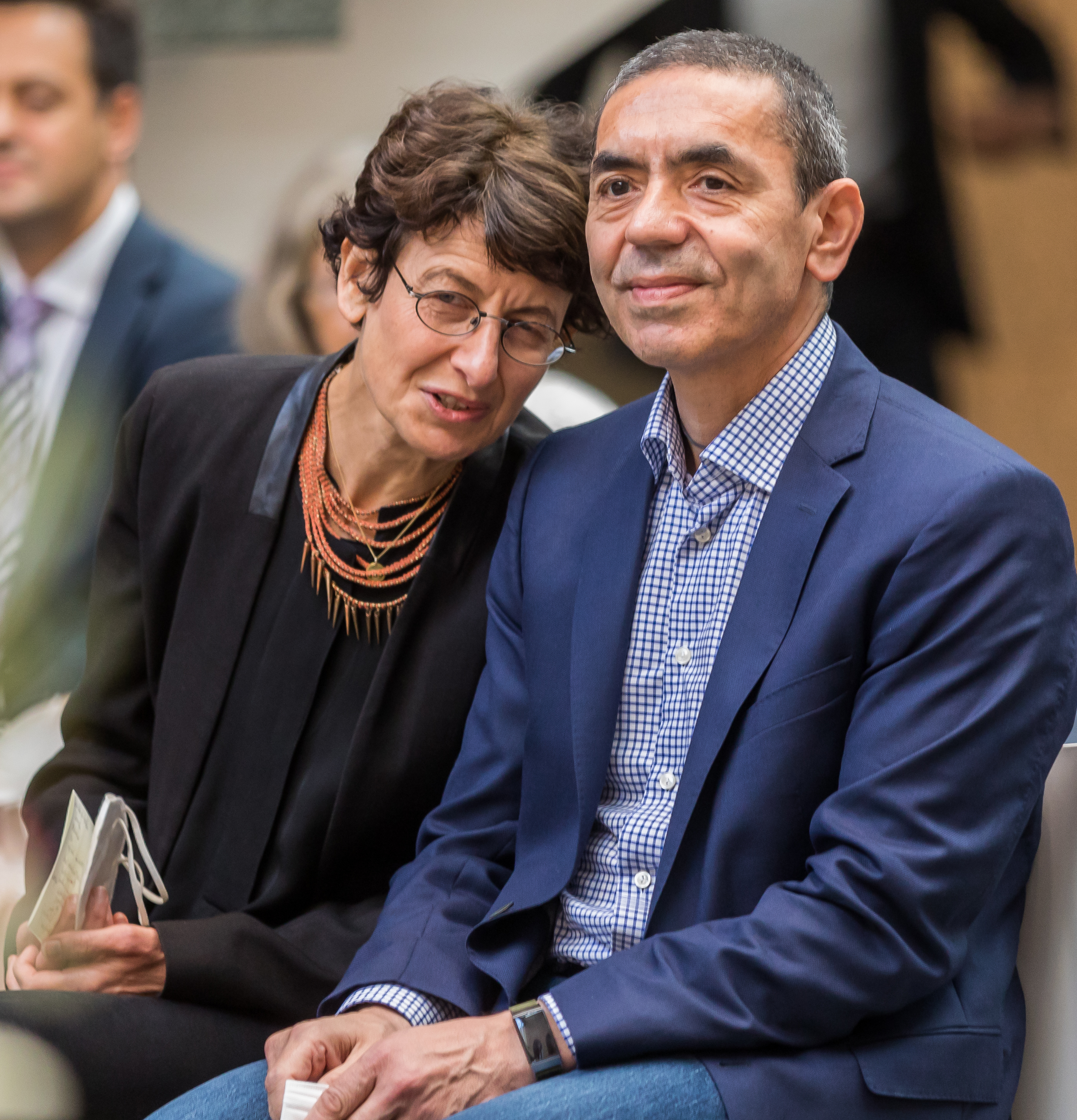
Özlem Türeci és Uğur Şahin, a BioNTech biotechnológiai vállalat alapítói a kölni városházán, 2021 szeptember

- November 11-én a Pfizer és a BioNTech 200 millió adag SARS-CoV-2 koronavírus elleni mRNS-alapú BNT162b2 nevű vizsgálati vakcinajelölt szállításáról állapodott meg az Európai Unióval.[36] Az egyik legígéretesebbnek tartott vakcinafejlesztés megalapozója, Karikó Katalin magyar biokémikus, aki a Szegedi Tudományegyetemen végzett.[37]

### 2020. december
A brit gyógyszerfelügyeleti hatóság (Medicines and Healthcare products Regulatory Agency, MHRA) 2020. december 30-án engedélyezte az Oxford/AstraZeneca-vakcina forgalmazását. Az AZD1222 koronavírus vakcina jelölt, amelyet korábban ChAdOx1 nCoV-19 néven ismertek, egy vírusból (ChAdOx1) készült, amely egy közönséges náthavírus (adenovírus) legyengült változata.

### 2021. január
- Január 6-án az Európai Gyógyszerügynökség újabb mRNS vakcina jelöltet, az amerikai Moderna gyógyszergyártó cég mRNA-1273 néven forgalomba hozott vakcinájának használatát is engedélyezte az Európai Unió tagországaiban.[40] A Moderna vakcinája – hasonlóan a Biontech vakcinájához a Sars-CoV-2 tüskefehérjéjének a CCU CGG CGG GCA kezdetű kódját[41] tartalmazza, amely a koronavírus felszínén helyezkedik el. A tüskefehérje segítségével a vírus behatolhat a légutak emberi testsejtjeibe, azonban ez a fehérjéje az antitestek kötőhelye is, az oltások által az immunrendszerben termelődő ellenanyag a vírusnak ezen a pontján keresztül támadja meg és pusztítja el a sejteket megfertőző vírusokat. Egy mRNS-vakcinában a vírus tüskefehérjéjének a kódrészletét lipid nanorészecskék segítségével juttatják az emberi sejtbe, ahol a riboszóma antigént termel. Ez lehetővé teszi az immunrendszer számára, hogy felismerje a szükséges antigént, amikor az oltott személy kapcsolatba kerül a Sars-CoV-2-vel, és leküzdi a fertőzést.[42]

## Engedélyezett vakcinák

### Vészhelyzeti használatra engedélyezett, illetve jóváhagyással rendelkező vakcinák
| Közhasználatú név   | Kódnév        | Fejlesztők                                      | Típus                           | Technológia   | Kereskedelmi név       | Tárolás | Engedélyezve      | Vészhelyzeti használatra    | Magyar státusz           |
| ------------------- | ------------- | ----------------------------------------------- | ------------------------------- | ------------- | ---------------------- | ------- | ----------------- | --------------------------- | ------------------------ |
| Pfizer-vakcina      | BNT162b2      | Pfizer BioNTech Fosun Pharma                    | mRNS vakcina                    | 3. generációs | Tozinameran, Comirnaty | -70 °C  | EU + 12 országban | WHO, CARICOM + 36 országban | Engedélyezve             |
| Moderna vakcina     | mRNA-1273     | Moderna NIAID BARDA CEPI                        | mRNS vakcina                    | 3. generációs |                        | -20 °C  | EU + 5 országban  | 10 országban                | Engedélyezve             |
| AstraZeneca vakcina | AZD1222       | University of Oxford AstraZeneca CEPI           | Adenovírus-alapú vektor vakcina | 2. generációs | Vaxzevria              | 2-8 °C  | EU + 10 országban | WHO + 45 országban          | Engedélyezve             |
| Szputnyik vakcina   | Gam-COVID-Vac | Gamaleja Kutatóközpont                          | Adenovírus-alapú vektorvakcina  | 2. generációs | Szputnyik V            | 2-8 °C  | 10 országban      | 45 országban                | Engedélyezve             |
| Janssen-vakcina     | Ad26.COV2.S   | Janssen Pharmaceuticals BIDMC Johnson & Johnson | Adenovírus-alapú vektorvakcina  | 2. generációs |                        |         | EU + 5 országban  | WHO + 7 országban           | Engedélyezve             |
| Sinopharm-vakcina   | BBIBP-CorV    | Sinopharm                                       | Inaktivált SARS-CoV-2 vakcina   | 1. generációs |                        | 2-8 °C  | 4 országban       | 35 országban                | Vészhelyzeti használatra |
| Convidecia vakcina  | Ad5-nCoV      | CanSinoBIO AMMS                                 | Adenovírus-alapú vektor vakcina | 2. generációs | Convidecia             | 2-8 °C  | 1 országban       | 4 országban                 | Vészhelyzeti használatra |
| Novavax vakcina     | NVX-CoV2373   | Novavax CEPI                                    | Fehérjealapú vakcina            |               | Covovax                | 2-8 °C  |                   | 5 országban                 |                          |
| Sinovac vakcina     | CoronaVac     | Sinovac Biotech                                 | Inaktivált SARS-CoV-2 vakcina   | 1. generációs | CoronaVac              | 2-8 °C  | 2 országban       | 21 országban                |                          |
| VEKTOR vakcina      | EpiVacCorona  | VEKTOR                                          | Peptid-vakcina                  |               |                        |         | 1 országban       | 1 országban                 |                          |
| Covaxin vakcina     | BBV152        | Bharat Biotech ICMR                             | Inaktivált SARS-CoV-2 vakcina   | 1. generációs | Covaxin                |         | 0 országban       | 5 országban                 |                          |
| CoviVac vakcina     |               | Chumakov Federal Scientific Center              | Inaktivált SARS-CoV-2 vakcina   | 1. generációs |                        |         | 0 országban       | 1 országban                 |                          |
| RBD-Dimer vakcina   | ZF2001        | Anhui Zhifei Longcom Biopharmaceutical Co. Ltd. |                                 |               |                        |         | 0 országban       | 2 országban                 |                          |

### Magyarországon használható vakcinák
| Közhasználatú név   | Haté- konyság | Oltások száma | Oltások közti idő | Teljes védettség        | Adható korosztály | Kizáró krónikus betegségek | Terhesség, szoptatás | Leírás |
| ------------------- | ------------- | ------------- | ----------------- | ----------------------- | ----------------- | --- | --- | ------ |
| Pfizer-vakcina      | 95 %          | 2 oltás       | 21 nap            | 2. oltás után 7 nappal  | 12 év felett      | nincs | nem javasolt, a második oltás után legalább 2 hónapig kerülni kell a teherbeesést                                             |        |
| Moderna vakcina     | 94,1 %        | 2 oltás       | 28 nap            | 2. oltás után 14 nappal | 12 év felett      | nincs | várandósság alatt nem javasolt, szoptatás alatt beadható, a második oltás után legalább 2 hónapig kerülni kell a teherbeesést |        |
| AstraZeneca vakcina | 70 %          | 2 oltás       | 28 nap            | 2. oltás után 15 nappal | 18-60 év között   | nincs | várandósság alatt nem javasolt, szoptatás alatt beadható, a második oltás után legalább 2 hónapig kerülni kell a teherbeesést |        |
| Szputnyik vakcina   | 91,4 %        | 2 oltás       | 21 nap            | 2. oltás után 21 nappal | 18 év felett      | autoimmun, daganatos, endokrin, pajzsmirigy, vérképzőszervi betegségek, krónikus vese- vagy májbetegség, szívbetegségek, ACS, akut agyi keringési történés, epilepszia és más központi idegrendszeri betegségek, nem megfelelően kezelt cukorbetegség | nem javasolt, a második oltás után legalább 2 hónapig kerülni kell a teherbeesést                                             |        |
| Sinopharm-vakcina   | 79 %          | 2 oltás       | 28 nap            | 2. oltás után 14 nappal | 18 év felett      | kezeletlen krónikus betegség (cukorbetegség is!), kezelt krónikus betegség akut fellángolása | nem javasolt, a második oltás után legalább 2 hónapig kerülni kell a teherbeesést                                             |        |
| Janssen-vakcina     | 96 %          | 1 oltás       | -                 |                         |                   | | |        |

## Fordítás
Ez a szócikk részben vagy egészben  a   COVID-19 vaccine című angol Wikipédia-szócikk ezen változatának fordításán alapul.  Az eredeti cikk szerkesztőit annak laptörténete sorolja fel. Ez a jelzés csupán a megfogalmazás eredetét és a szerzői jogokat jelzi, nem szolgál a cikkben szereplő információk forrásmegjelöléseként.